# Kiril Dojčinovski
Kiril Dojčinovski (en macédonien : Кирил Дојчиновски), né le 17 octobre 1943 à Skopje et mort le 10 août 2022, est un joueur et entraîneur yougoslave puis macédonien de football.

## Biographie
Il joue comme défenseur à l'Étoile rouge de Belgrade. 
Il fait partie de la sélection yougoslave lors de la Coupe du monde 1974 en Allemagne. 
Il termine sa carrière en France, notamment au Troyes AF. 
Il devient ensuite entraîneur : il dirige l'équipe nationale du Salvador en 1998.

## Carrière de joueur
- 1963-1967 : Vardar Skopje  Yougoslavie
- 1967-1974 : Étoile rouge de Belgrade  Yougoslavie
- 1974-1975 : Troyes AF  France
- 1975-1977 : Paris FC  France[2],[3]

## Palmarès
- International yougoslave de 1968 à 1970 (6 sélections)
- Champion de Yougoslavie en 1968, 1969, 1970 et 1973 avec l'Étoile rouge de Belgrade
- Vainqueur de la Coupe de Yougoslavie en  1968 et 1970 avec l'Étoile rouge de Belgrade

## Source
- Col., Football 77, Les Cahiers de l'Équipe, 1976, cf. page 82.